# Omnibusz

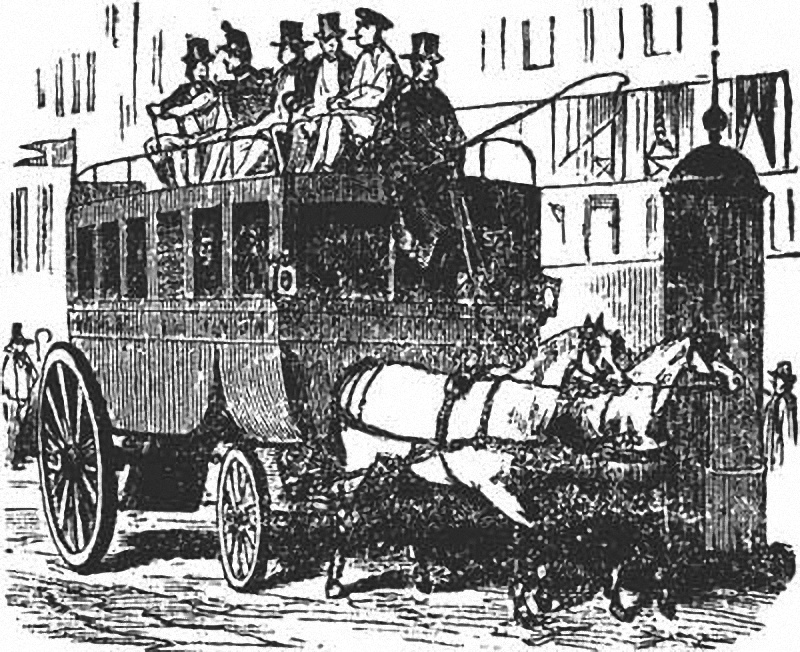
Párizsi omnibusz

Az omnibusz ló vontatta közforgalmú közlekedési eszköz, az autóbusz és a trolibusz őse, a városi tömegközlekedés legrégibb eszköze.  Az omnibusz a lóvasút mellett a 19. századi városi tömegközlekedés legfontosabb eszköze volt. Neve a latin omnibus (mindenkinek) szóból származik.
Magyarországon a nyelveket is beszélő, úri közönség szóhasználata volt, mert egyébként azt évszázadok óta társaskocsinak mondják. Mióta Posta létezik, nemcsak lovas küldöncöket, hanem lovaskocsikat is használt – csomagoknál mindig – a nagyobb települések között. Jó bevételi forrás volt, hogy postajáratain személyeket is szállított. És jó volt az utazóknak is – a vasút megjelenése előtt – a meghirdetett járatokra helyet foglalni, és akár Párizsból Kalocsára postai társaskocsival = postakocsival hazaérkezni. Ezt a fajta utazást a vasút szorította ki, a városban megjelenve csak reneszánszát kezdte.

## Története
1826-ban Nantes városában egy vállalkozó rendszeresen kocsikat közlekedtetett a városközpont és a város szélén álló nyilvános fürdői között, de rá kellett döbbenjen, hogy a nagyközönséget jobban érdekli az új, rendszeres közlekedési lehetőség mint a fürdők. A kocsit elnevezte voiture omnibus-nak („kocsi mindenkinek”), ezzel alapozva meg a városi tömegközlekedés új formáját. Az omnibuszok elsősorban ló vontatta, közforgalmú városi tömegközlekedési eszközök voltak. Az 1830-as években kísérleteztek gőzgép hajtotta omnibusszal, hasonlóan a villamosok elődeinek tekinthető gőzhajtású közúti vasutakhoz, de a gőzhajtás a városokban nem terjedt el. Az első autóbuszokkal az 1890-es években kezdődtek ígéretes kísérletek, és a belső égésű motorok hajtotta autóbusz a 20. század elején szorította ki a városokból a hagyományos omnibuszt.

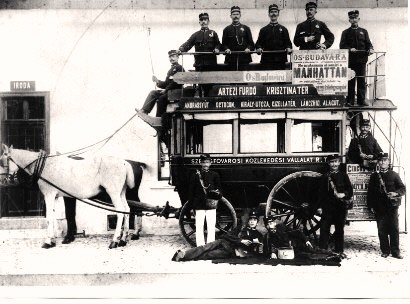
A Székesfővárosi Közlekedési Rt. omnibuszkalauzai 1896-ban, Legújabbkori Történeti Múzeum

Budán az első menetrend szerint közlekedő omnibusz 1832-ben indult. A vonal a nyári hónapokban a kirándulók igényét kielégítendő, a Lánchidat kötötte össze Zugligettel.
Ugyancsak 1832-ben indította az első pesti omnibuszt Kratochwill János vendéglős; a járat az ő két kávéháza között közlekedett: ezek egyike a pesti kereskedőtestület székházában volt (a mai Széchenyi István téren), a másik a Városligetben, a Páva-szigeten. A Kratochwill-féle omnibuszok reggel 6 és este 18 óra között közlekedtek félóránként. A társaskocsik, amiket pesti céhes mesterek készítettek, végig fedettek voltak, csak oldalt, az ülések felett nem: ezeken a részeken ponyvát hajtottak le, ha esett az eső. Az ülések támlája a kocsi oldala volt. A kocsikban 8–14 ember fért el, befogadóképességüket a lovak ereje határozta meg. A kocsik padozatát burkolták, oldalukat lakkozták; a feszített rugózatú kocsikat két ló húzta. Megállói nem voltak: megállt bárhol, ahol az utasok le- vagy fel akartak szállni.
Miskolcon 1862-től közlekedtek omnibuszok.
Az amerikai kontinens első lovak által vontatott omnibusz vonalának megnyitására 1832. november 26-án került sor. A vonal a New York-i városházát kötötte össze a 14. utcával; a menetjegy ára 12 és fél cent volt.

## Az irodalomban és a populáris kultúrában

### Arany János
...

Az életet már megjártam.

Többnyire csak gyalog jártam,

Gyalog bizon’...

Legfölebb ha omnibuszon.
- Részlet az Epilogus-ból

### Említése dalszövegben
Az egykori pesti sláger (Zerkovitz Béla – Szilágyi László) szavaival:
„Éjjel az omnibusz tetején – emlékszel, kicsikém? – de csuda volt!” -musical is készült belőle.